# Согас
Согас, або Соґас (англ. Saugus) — місто (англ. town) в США, в окрузі Ессекс штату Массачусетс. Населення — 28 619 осіб (2020). Місто розташоване за 10 км від Бостона.
У США місто відоме тим, що тут було збудовано перший у Північній Америці металургійний завод з повним металургійним циклом, який працював у 1646—1668 роках. Територія реконструйованого металургійного заводу є національною історичною пам'яткою США.

## Назва міста
Назва міста Согас походить від назви місцевості, в якій виникло поселення. Согас, можливо, індіанське слово, що перекладається як «великий» або «довгий», «протягнутий» і стосується ділянки океанського берегу між сучасними містами Свомпкот і Рівієр.

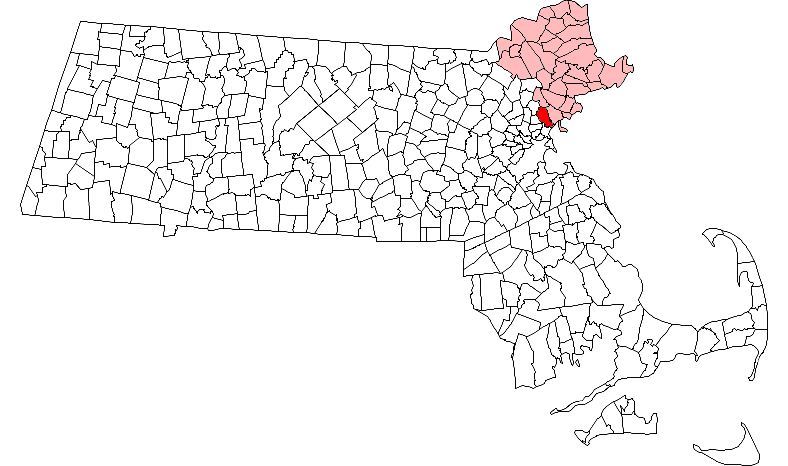
Розташування міста Согас на карті штату Масачусетс. Рожевим кольором виділено територію округу Ессекс.

## Демографія
Згідно з переписом 2010 року, у місті мешкало 26 628 осіб у 10 318 домогосподарствах у складі 7144 родин. Було 10775 помешкань
Расовий склад населення:
| - 91,9 % — білих - 2,7 % — азіатів - 2,1 % — чорних або афроамериканців - 0,1 % — корінних американців - 1,6 % — осіб інших рас |

До двох чи більше рас належало 1,6 %. Частка іспаномовних становила 4,0 % від усіх жителів.
За віковим діапазоном населення розподілялося таким чином: 19,1 % — особи молодші 18 років, 63,5 % — особи у віці 18—64 років, 17,4 % — особи у віці 65 років та старші. Медіана віку мешканця становила 43,9 року. На 100 осіб жіночої статі у місті припадало 91,0 чоловіків; на 100 жінок у віці від 18 років та старших — 88,8 чоловіків також старших 18 років.
Середній дохід на одне домашнє господарство становив 96 266 доларів США (медіана — 82 188), а середній дохід на одну сім'ю — 109 330 доларів (медіана — 95 717). Медіана доходів становила 65 702 долари для чоловіків та 53 249 доларів для жінок. За межею бідності перебувало 8,1 % осіб, у тому числі 11,9 % дітей у віці до 18 років та 9,0 % осіб у віці 65 років та старших.
Цивільне працевлаштоване населення становило 15 120 осіб. Основні галузі зайнятості: освіта, охорона здоров'я та соціальна допомога — 26,3 %, науковці, спеціалісти, менеджери — 13,9 %, роздрібна торгівля — 11,2 %.

## Історичні пам'ятки

### Металургійний завод XVII століття
Металургійний завод у місті Согас вважається першим металургійним заводом Північної Америки з повним металургійним циклом. Завод було збудовано через двадцять років після переселення колоністів на цю територію. Сировиною для домни була місцева болотна руда, як паливо для печі використовувалося деревне вугілля. Завод працював у 1646—1668 роках.
Домна, кузня, склад і док на території колишнього заводу є реконструкціями, відновленими на тих самих місцях, на яких вони були збудовані у XVII столітті.
Реконструйованому металургійному заводу в Согасі 1963 року надано статус національної історичної пам'ятки, яку 1966 року занесено до Національного реєстру історичних місць США. Согаський металургійний завод з 1968 року також є визначним історичним об'єктом США національного значення (англ. National Historic Site).
Об'єкт пояснює, як працювали ранні промислові виробництва.
Парк відкритий для відвідування у період з березня по листопад.

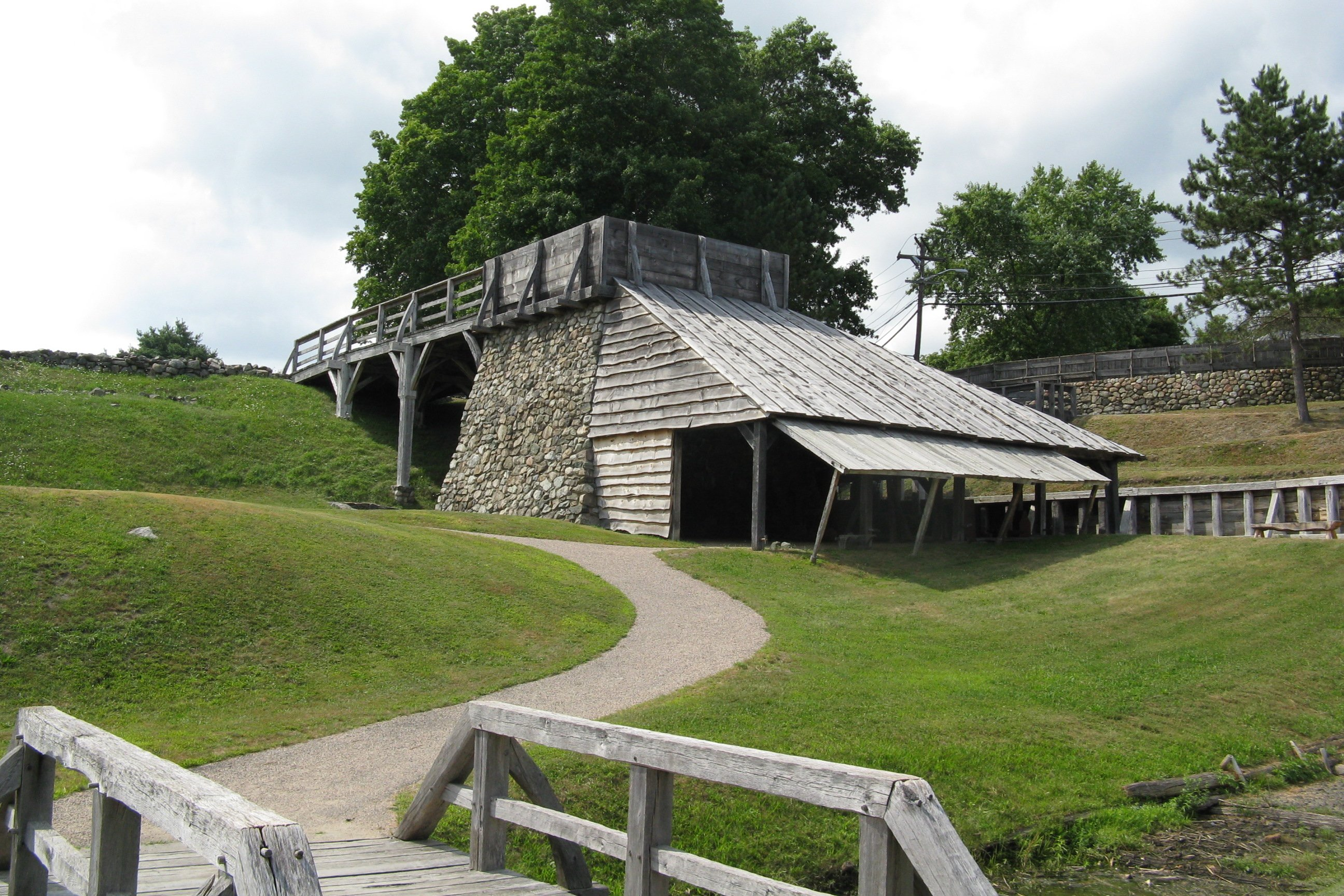
Домниця
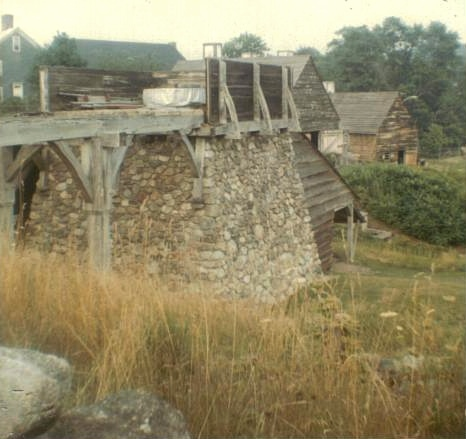
Домниця Согаського металургійного заводу. Фото 1971 року.
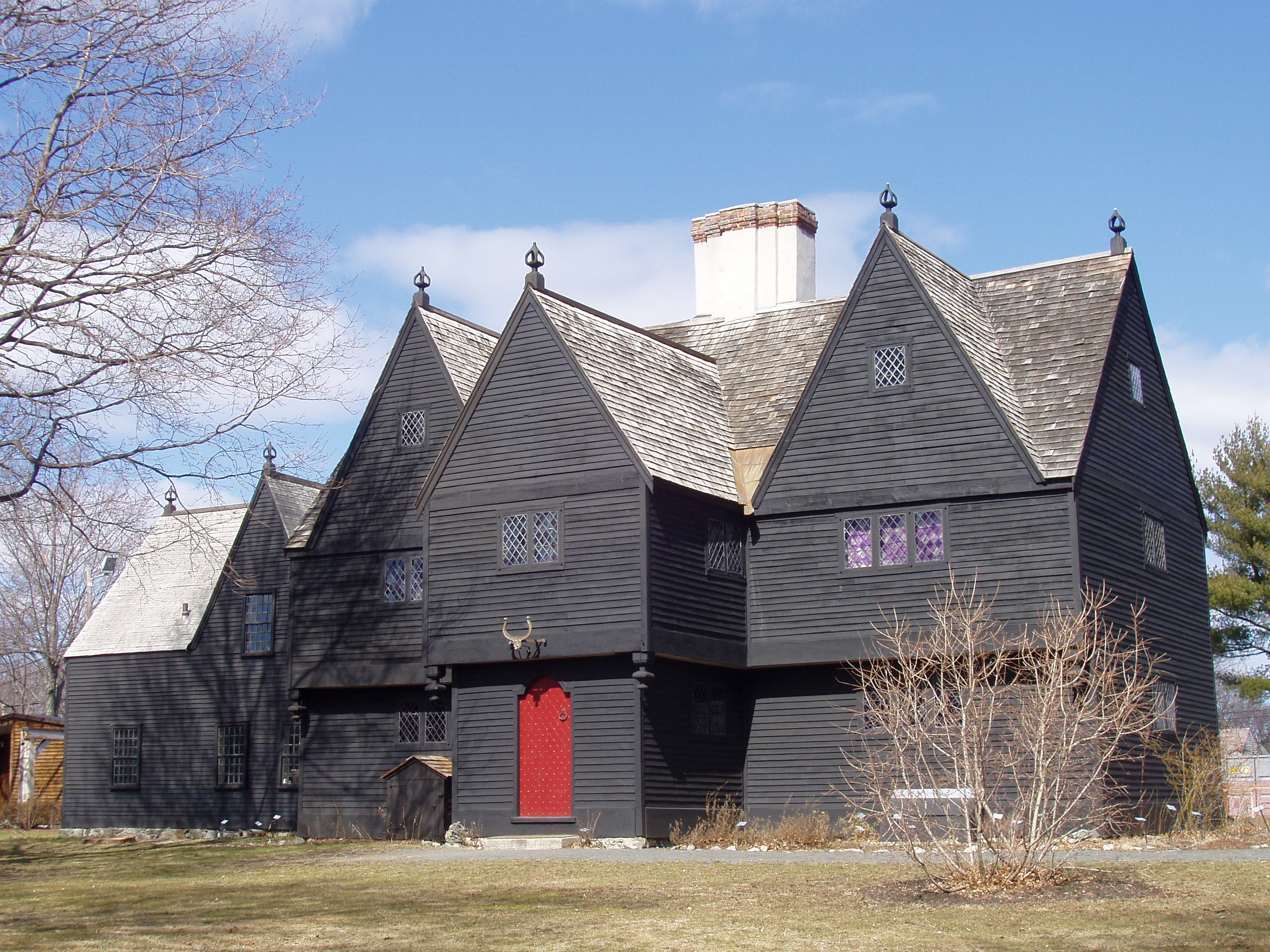
Будинок XVII століття на території заводу.
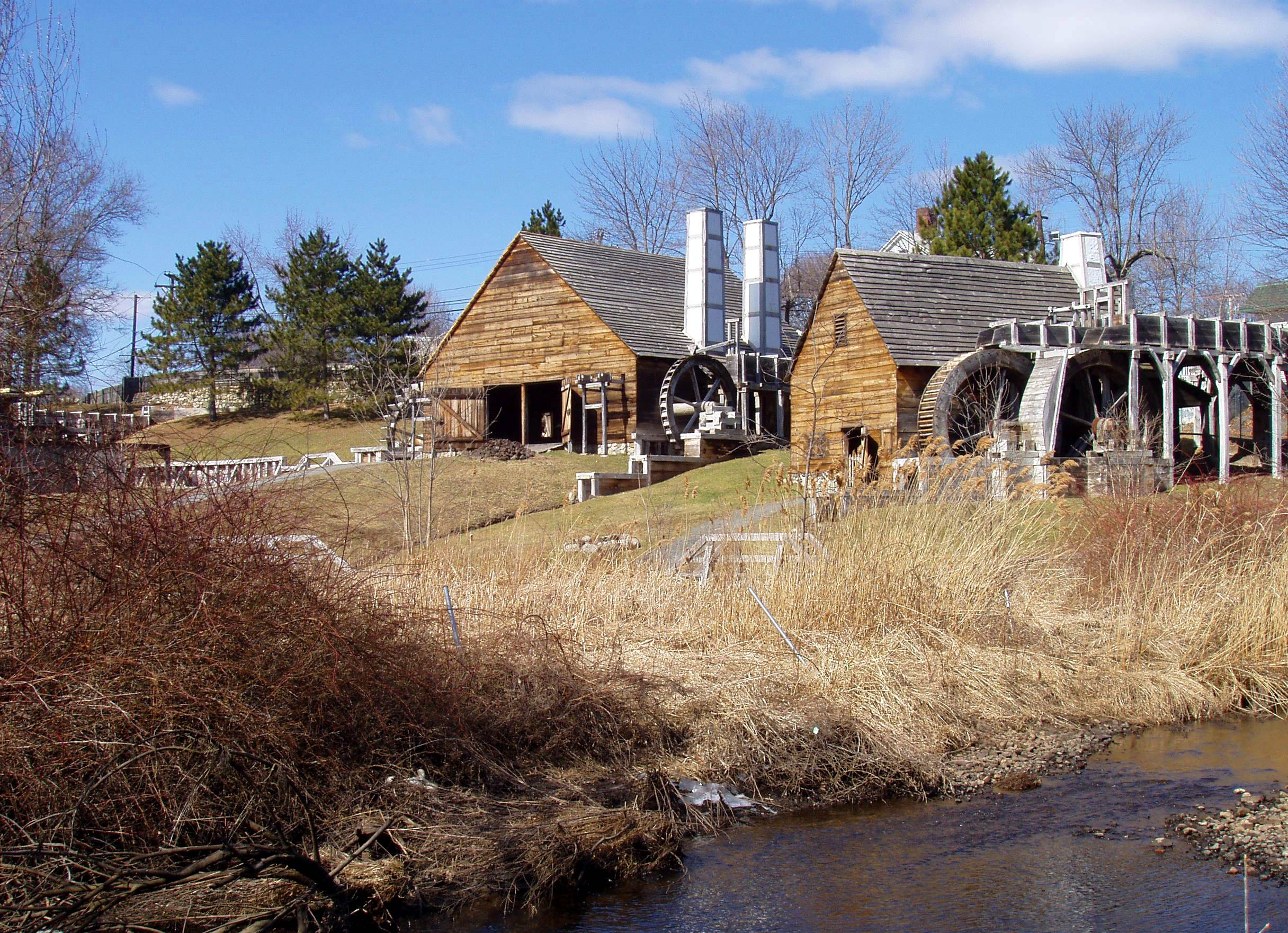
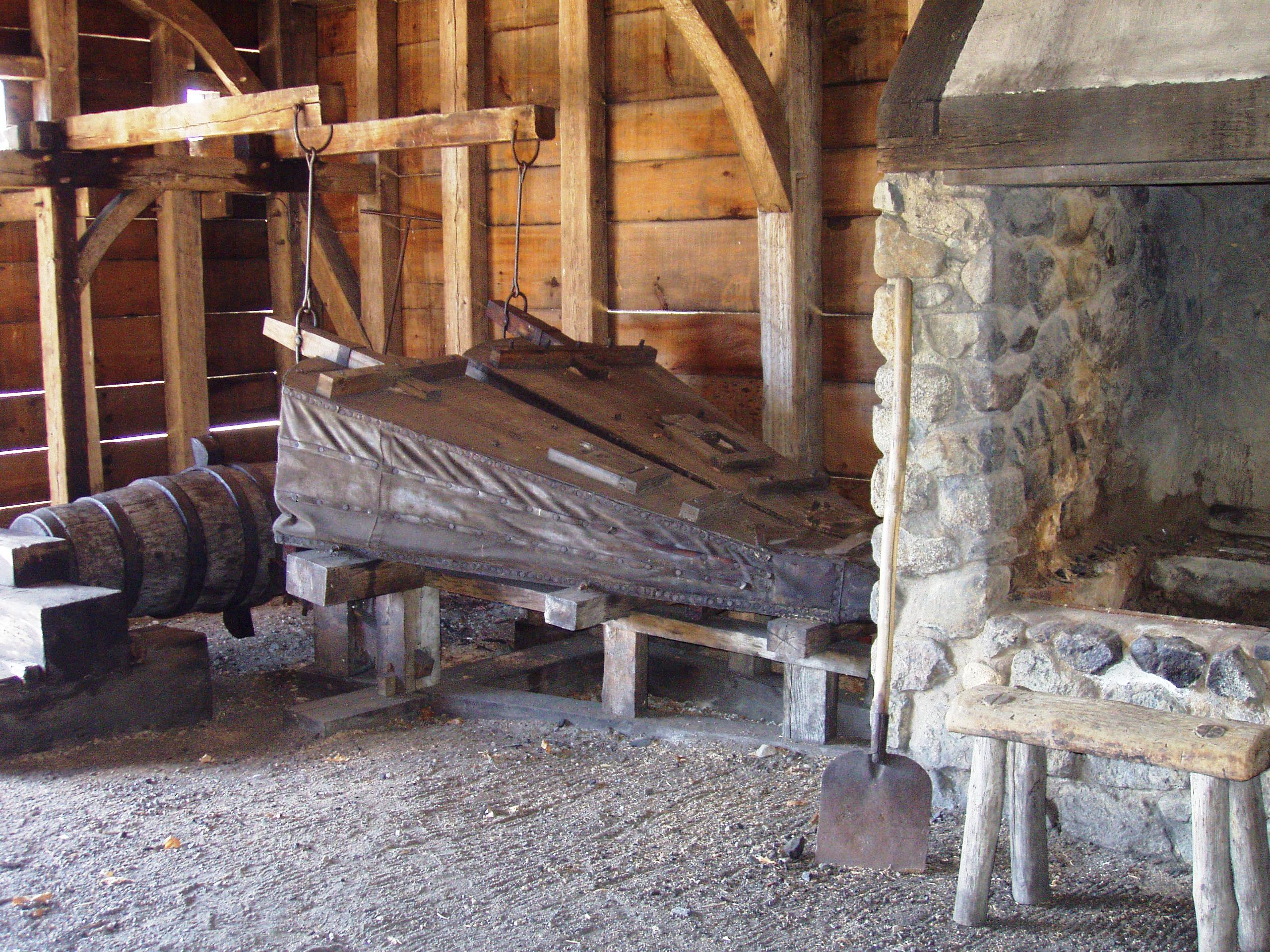
Реконструйована кузня. Повітродувні міхи, які приводилися у дію водяним колесом.
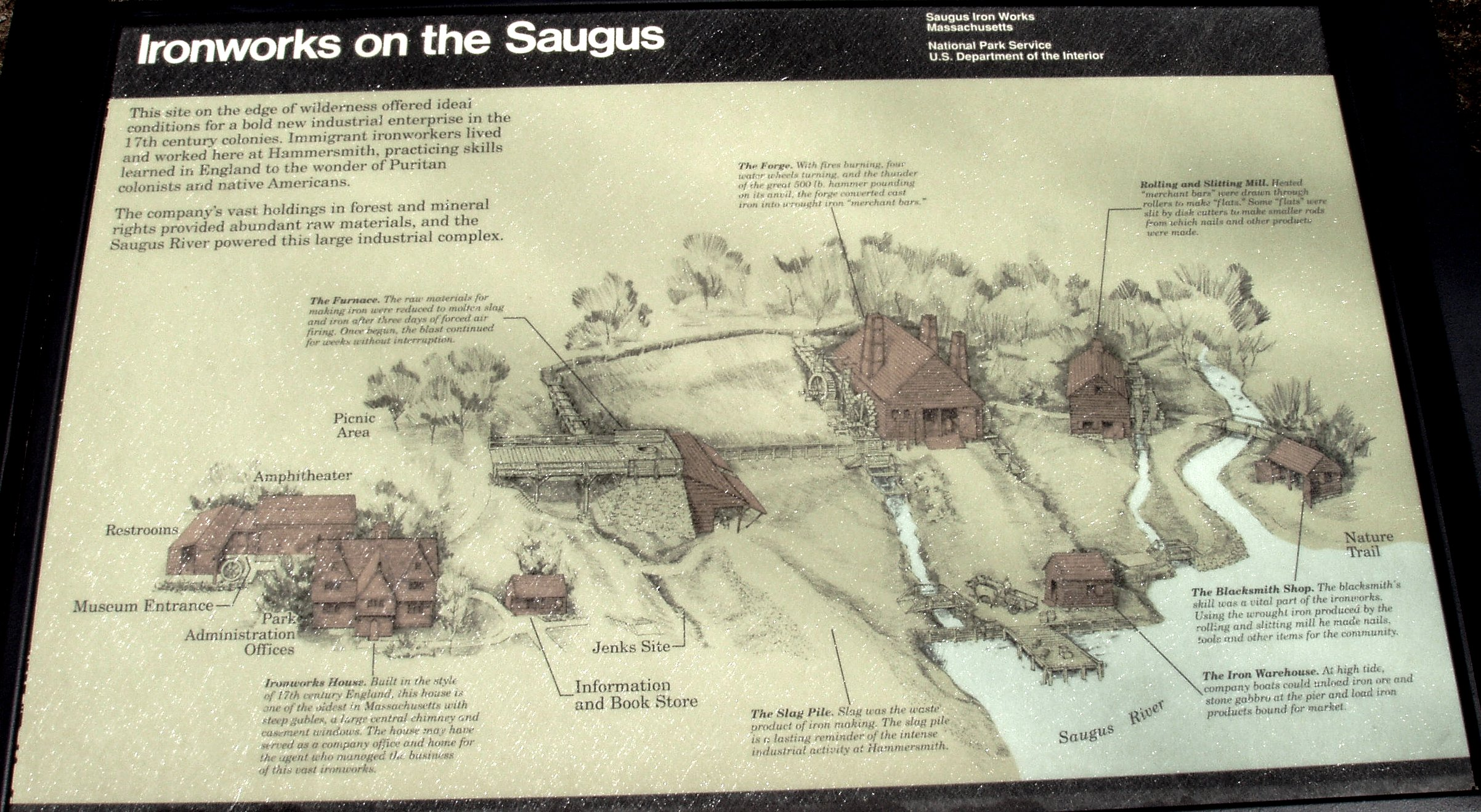
Загальний план території заводу.

### Будинок сім'ї Бодман

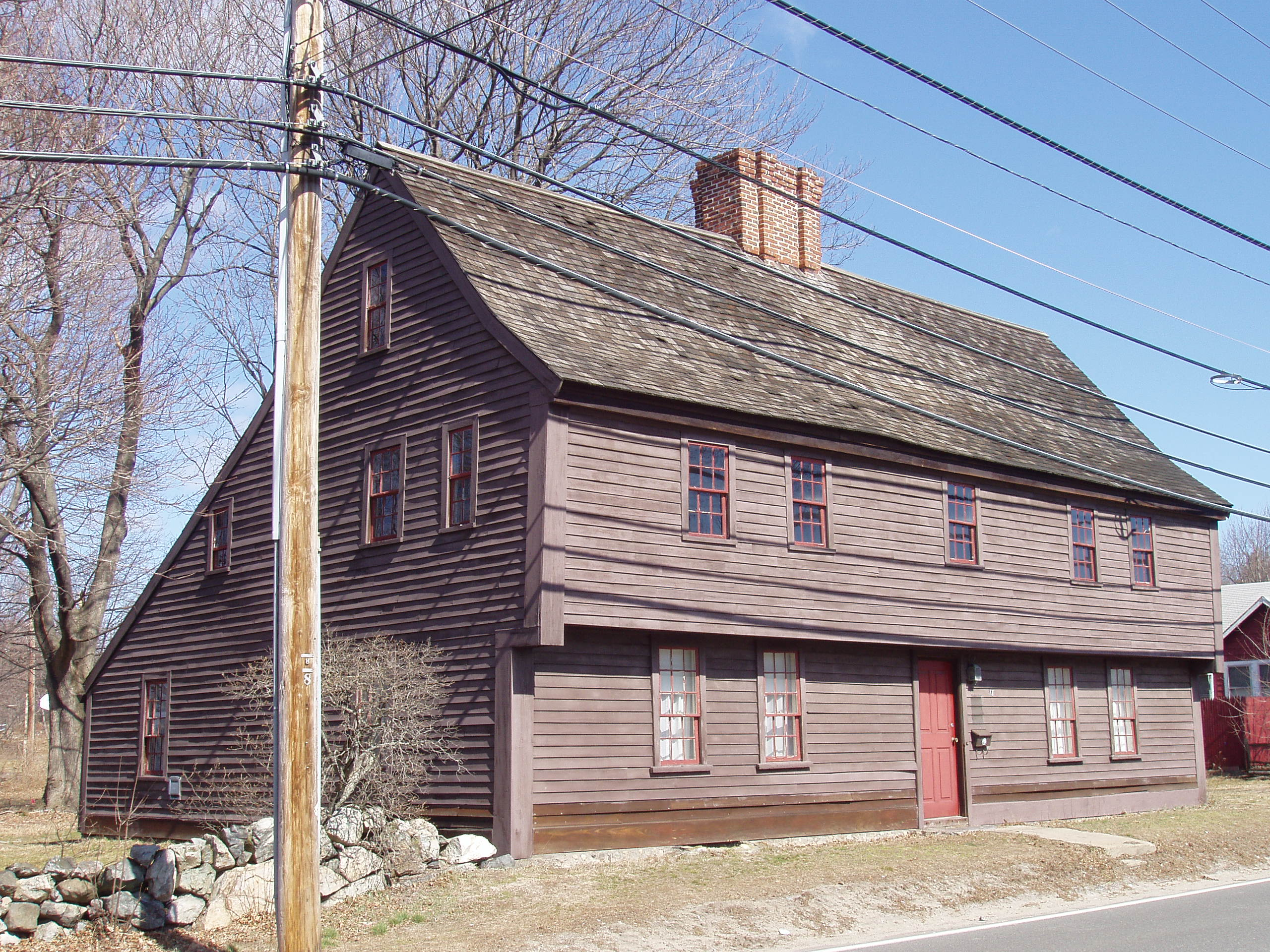
Місто Согас. Будинок Бодмана.

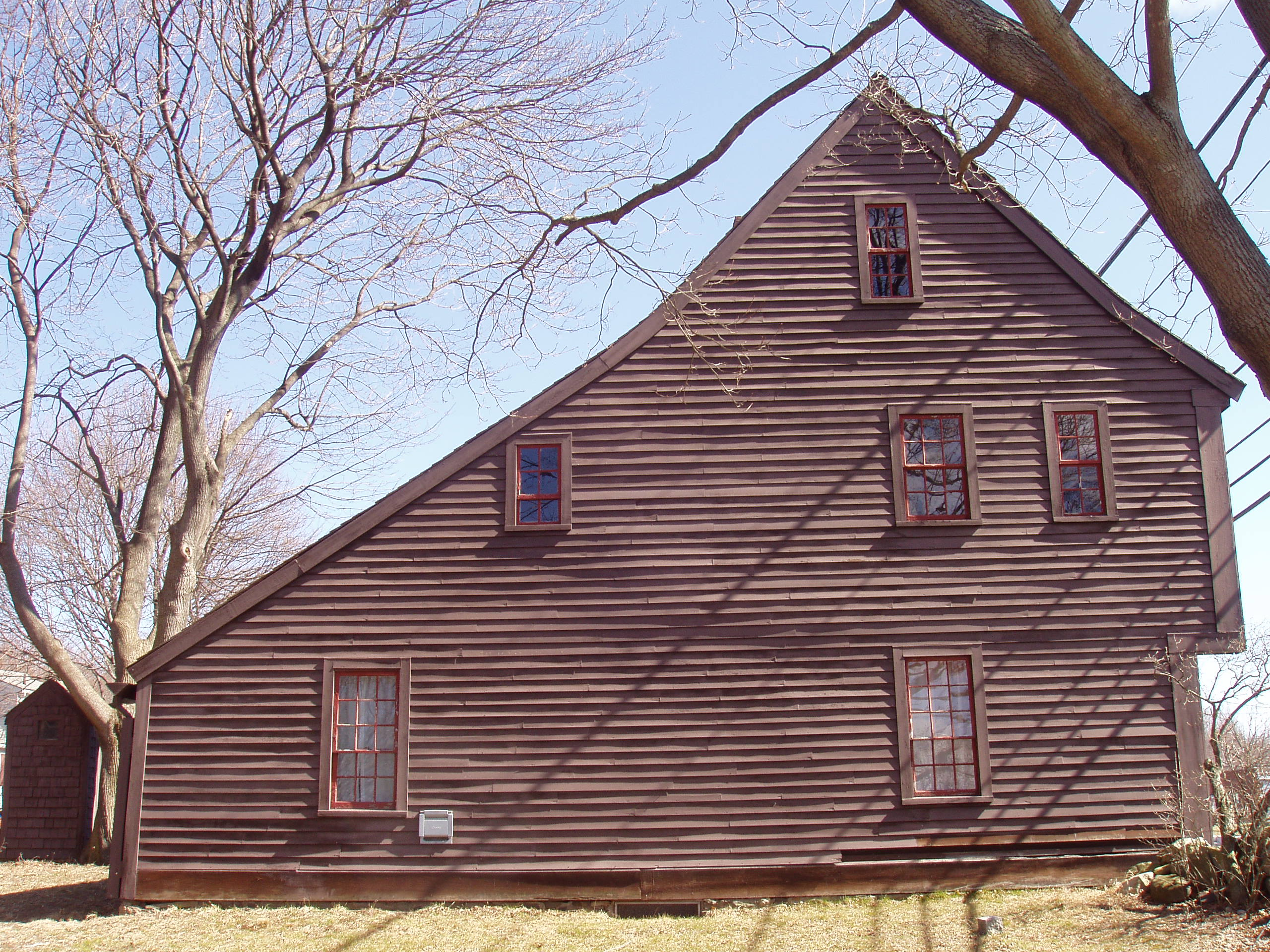
Будинок Бодмана.

Будинок Бодманів, збудований приблизно 1687 року, є класичним прикладом будинків, які будували британські колоністи у Новій Англії. Будівля збереглася майже у своєму первинному вигляді і тому є видатною пам'яткою і важливим об'єктом для вивчення ранньої американської колоніальної архітектури. Раніше будинок Бодманів був відомий також під назвою «шотландський будинок», бо вважалося, що саме цей будинок використовувався як в'язниця для шотландських каторжан, привезених сюди для роботи на металургійному заводі. Однак, дослідження показали, що в'язниця була, скоріш за все, у іншому місці, а цей будинок було збудовано саме сім'єю Бодманів.
Є різні оцінки щодо часу побудови цього будинку, однак відомо, що його було збудовано близько 1687 року і хазяїном дому був такий собі Вільям Бодман. Приблизно 1696 року з задньої частини будинку була зроблена прибудова. Хоча з тих часів зовнішній вигляд будинку не змінився, все ж були зроблені деякі зміни: замінено віконні рами на деяких вікнах і приблизно 1725 року було замінено сходи всередині дому.
1961 року будинку надано статус національної історичної пам'ятки США. 1966 року занесений до Національного реєстру історичних місць США
Нині будинок належить організації Історична Нова Англія і відкритий для відвідування лише двічі на рік.